# مقام الكرد
مقام الكرد هو أحد أشهر المقامات الموسيقية وأسهلها في السلم الموسيقي. كثير من الأغاني العربية تعتمد عليه كسلم موسيقي وهو أحد المقامات الموسيقية الشرقية والتي لا تحتوى على الربع تون ولذلك فهو موجود أيضًا في الموسيقى الغربية مثل الموسيقى الإسبانية، وهو المقام الصغير الصاعد المشتق من المقام الكبير من الدرجة الثالثة صعودًا، درجة بداية سلّمه الأكثر شيوعًا وتدولًا هي الري.

## سلم المقام
يتكون مقام الكرد من ثلاثة أجناس: جنس كرد وهو جنس الجذع وغالبًا مايكون من درجة الدوجا (الرى) وجنس فرع نهاوند على النوا (الصول) فيكون كالآتي
ري - مي بيمول - فا - صول - لا - سي بيمول - دو - ري

## استمع
- مقام الكرد (لتنزيل أي ملف، اضغط رابط الملف بالزر الأيمن، ثم اختر).[3]

## أمثلة على مقام الكرد
- أمل حياتي - أم كلثوم
- كل ما نسنس - محمد عبده.
- البرواز - محمد عبده.
- الفجر البعيد - محمد عبده.
- أنت عمري - أم كلثوم
- حيرت قلبي معاك - أم كلثوم
- نسم علينا الهوى {حجاز كار} (فيروز)
- أغنية الربيع (فريد الاطرش)
- سألتك حبيبي (فيروز)
- حب إيه (أم كلثوم) (بياتي)
- انا لحبيبي (فيروز )
- يا ظالمني (ام كلثوم)
- عودت عيني (ام كلثوم )
- هذه ليلتى (أم كلثوم)
- توبة (عبدالحليم حافظ )
- النهر الخالد (محمد عبدالوهاب )
- هجرتك (أم كلثوم)
- روحي (باسم الكربلائي)
- لاترد ماضل اثر (باسم الكربلائي)
- يمر عجبآ (صباح فخري) (كار كرد )
- دليلي احتار (أم كلثوم )